# Laurana (nave soccorso)
La Laurana è stata una nave soccorso (già vedetta foranea e dragamine) della Regia Marina, già motonave passeggeri italiana. Con il nome di Neraïda ha prestato servizio come nave passeggeri sotto bandiera greca, per diversi decenni dopo la seconda guerra mondiale.

## Storia
Costruita nel 1939, insieme alla gemella Abbazia, dai cantieri del Quarnaro di Fiume per la Società Fiumana di Navigazione con sede a Fiume, la nave era in origine una moderna motonave passeggeri da 391 (per altre fonti 462) tonnellate di stazza lorda. Costruita per rimpiazzare, insieme all'Abbazia, due vecchie unità con gli stessi nomi, la Laurana, iscritta con matricola 90 al Compartimento marittimo di Fiume, nel breve periodo di pace dalla sua entrata in servizio (settembre 1939) all'ingresso dell'Italia nella seconda guerra mondiale, e nei primi mesi di tale conflitto, venne impiegata per i collegamenti ed il trasporto dei passeggeri tra Fiume ed i porti dell'Istria.
Il 15 novembre 1940 la Laurana venne requisita dalla Regia Marina e quindi iscritta nel ruolo del Naviglio ausiliario dello Stato con denominazione F 134 ed impiego come dragamine e vedetta foranea. Successivamente la caratteristica venne mutata in S 5 e la piccola unità venne sottoposta a lavori di trasformazione in nave soccorso (adibita ovvero a missioni di salvataggio di naufraghi e specialmente – essendo la Laurana classificata «nave ospedale soccorso aerei» – di equipaggi di aerei abbattuti o precipitati, tenendosi pronta a muovere in mezz'ora), che comportarono l'imbarco di dotazioni mediche – una decina di posti letto ed attrezzature per operazioni chirurgiche d'emergenza e per cure dashock traumatici, ipotermia, annegamento ed ustioni – e personale sanitario e l'adozione della colorazione stabilita dalla Convenzione di Ginevra per le navi ospedale (scafo e sovrastrutture bianche, fascia verde interrotta da croci rosse sullo scafo e croci rosse sui fumaioli). Terminati i lavori, la Laurana rientrò in servizio nel giugno 1941, venendo subito inviata in Libia.

La Laurana alla fonda a Tripoli.

Il 18 ed il 19 settembre 1941 la Laurana, così come la nave ospedale Arno, venne inviata alla ricerca di ulteriori naufraghi dei due grandi trasporti truppe Neptunia ed Oceania, silurati ed affondati nella mattina del 18 settembre dal sommergibile britannico Upholder in posizione 33°02' N e 14°42' E, mentre erano in navigazione in convoglio a circa 60 miglia da Tripoli, ov'erano diretti. Eccezion fatta per tre uomini tratti in salvo da un idrovolante della Regia Aeronautica, tutti i sopravvissuti (5434 su un totale di 5818 uomini imbarcati sulle due navi) erano però già stati salvati dai cinque cacciatorpediniere della scorta (da Recco, Pessagno, da Noli, Gioberti ed Usodimare), così che la ricerca da parte di Laurana ed Arno non diede alcun risultato.
Il 1º dicembre 1941 la Laurana, di nuovo insieme all'Arno e ad una terza nave ospedale, la Virgilio, fu mandata a cercare i sopravvissuti della grossa nave cisterna Iridio Mantovani e del cacciatorpediniere Alvise da Mosto che la stava scortando, affondati circa 75 miglia a nordovest di Tripoli (rispettivamente in 33°53' N e 12°50' E e 33°53' N e 12°28' E) ad opera di un duplice attacco di aerosiluranti (che avevano ridotto la Mantovani ad un relitto in fiamme) e della Forza K inglese (incrociatori leggeri Aurora e Penelope e cacciatorpediniere Lively, che avevano affondato il Da Mosto e finito la Mantovani). Anche in questo caso, tuttavia, la ricerca si risolse con un nulla di fatto, in quanto i superstiti della Mantovani erano stati recuperati dall'Aurora e dal Lively, mentre la torpediniera italiana Prestinari aveva recuperato tutti i 125 naufraghi (su 263 uomini d'equipaggio) del Da Mosto.
Il 6 febbraio 1942 la Laurana raggiunse un idrovolante da soccorso CANT Z.506 obbligato ad ammarare per avaria e lo trainò in salvo, mentre verso la fine del mese venne inviata alla ricerca, in condizioni di mare mosso, dei naufraghi del piroscafo Tembien, silurato ed affondato in un quarto d'ora dal sommergibile Upholder alle 19.06 del 27 febbraio 1942, a circa 24 miglia per 265° dal faro di Tripoli, durante la navigazione da Tripoli a Palermo: la nave soccorso non riuscì a trovare nessun sopravvissuto (le perdite umane furono in quell'occasione molto pesanti, ammontando a 68 militari italiani, dieci tedeschi e 419 dei 498 prigionieri britannici imbarcati).

Un’altra immagine della Laurana in veste di nave soccorso.

Il 21 giugno 1942 la piccola unità, uscita da Tripoli, recuperò alcuni aviatori britannici precipitati in mare dopo un attacco contro un convoglio composto dalle motonavi Rosolino Pilo e Reichenfels (quest'ultima affondata nell'attacco) e scortato dal cacciatorpediniere Nicoloso da Recco (nello scontro erano stati abbattuti tre dei 9 aerosiluranti Bristol Beaufort che, insieme a 6 caccia Bristol Beaufighter, avevano assalito il convoglio – da bordo del Da Recco si era ritenuto di averne abbattuti il doppio –, nonché entrambi i velivoli della scorta aerea, un Savoia Marchetti S.M.79 ed uno Junkers Ju 88).
Nel luglio 1942 la Laurana continuò ad essere impiegata in missioni di soccorso ai naufraghi ed evacuazione dei feriti dalla prima linea lungo la rotta costiera della Libia. Il 2 dicembre 1942 la piccola unità, insieme alla nave ospedale Toscana ed alla nave soccorso Capri, nonché a diversi cacciatorpediniere e torpediniere, venne inviata alla ricerca dei superstiti delle navi del convoglio «H», pressoché distrutto in uno scontro notturno contro una formazione navale inglese, nelle acque del banco di Skerki (costa tunisina). Complessivamente vennero tratti in salvo circa 1.100 naufraghi, un terzo del totale degli uomini imbarcati sulle navi del convoglio.
Il 28 aprile 1943 la nave venne inviata al largo di Marettimo, ove trasse in salvo i naufraghi della torpediniera Climene, silurata ed affondata dal sommergibile HMS Unshaken in posizione 37°45' N e 11°33' E, durante la scorta ad un convoglio diretto in Tunisia, con la perdita di 53 dei 144 membri dell'equipaggio.
L'11 maggio 1943 la Laurana, in navigazione da Trapani a Capo Bon, dove avrebbe dovuto imbarcare dei feriti, avvistò una motolancia tedesca in avaria, partita dalla Tunisia per sfuggire alla cattura, e ne recuperò gli occupanti, alcuni soldati tedeschi. Il cacciatorpediniere britannico Tetcott (secondo altre fonti Aldenham), in navigazione nei paraggi, osservò la scena ed alle 8.30, insieme ad altri due cacciatorpediniere (l'inglese Dulverton ed il greco Miaoulis), intercettò la Laurana una decina di miglia al largo di Kélibia e la dirottò a Susa. Qui la nave venne ispezionata (per altre fonti l'ispezione avvenne prima del dirottamento a Susa) e, per la presenza a bordo dei soldati tedeschi della motolancia, il comandante inglese accusò la nave italiana di essere utilizzata come trasporto truppe. L'ufficiale britannico lamentò inoltre la presenza, nella cassetta metallica del comandante, di due pistole, un fucile e delle relative munizioni (in realtà, tuttavia, l'articolo 8 della Convenzione di Ginevra del 1907 stabiliva che «Il fatto che il personale della nave sia armato per mantenere l'ordine e per difendere i malati ed i feriti, come pure la presenza di una radio a bordo, non è ragione sufficiente per ritirare la protezione»).
Insieme alla Capri ed alla più piccola Epomeo, la Laurana era stata la più attiva nave soccorso italiana, compiendo in tutto 38 missioni.

La Laurana in navigazione. Si può notare, sulla sovrastruttura, la grande croce luminosa per il riconoscimento notturno.

Il 12 maggio la nave ripartì da Susa scortata dal Tetcott, che la condusse a Malta, dove giunse l'indomani, venendo immediatamente catturata. La vicenda venne denunciata agli organi internazionali di Ginevra, perché fosse presa una decisione al riguardo. Ne nacque una vertenza molto accesa: le autorità italiane protestarono, definendo l'azione un «atto di pirateria», mentre quelle britanniche rivendicarono la legittimità della cattura per via della presenza dei militari tedeschi e delle armi, dopo di che l'Italia rispose, riguardo a quest'ultimo punto, citando il suddetto articolo 8 della Convenzione di Ginevra del 1907. Nonostante la formale incorporazione della Laurana nel Sea Transport Service della Royal Navy, il 27 maggio 1943, e la derequisizione dell'unità da parte della Regia Marina, in data 11 maggio, la questione si trascinò insoluta per diversi mesi, anche perché la Laurana, trovandosi a Malta durante i preparativi dello sbarco in Sicilia, non avrebbe potuto essere rilasciata, per evitare che venissero diffuse notizie circa tale operazione, che doveva restare segreta.
Alla data dell'armistizio (8 settembre 1943) la nave soccorso si trovava ancora bloccata alla Valletta, con a bordo il proprio equipaggio mercantile italiano e la bandiera italiana a picco (altra fonte asserisce tuttavia che l'equipaggio sarebbe stato sbarcato e condotto in un campo di prigionia dopo l'arrivo a Malta). In seguito all'afflusso, in quel porto, delle unità della Regia Marina consegnatesi a Malta in seguito all'armistizio, il 13 settembre 1943 la Laurana imbarcò, in attesa dell'arrivo della nave ospedale Toscana, i feriti e malati presenti su quelle navi, mettendosi poi alla fonda a Marsa Scirocco. Il 15 settembre i degenti vennero trasbordati sulla Toscana.
Successivamente all'armistizio il capo del governo italiano, maresciallo Pietro Badoglio, rinunciò a proseguire la vertenza in corso a Ginevra e, nonostante le proteste del capo di Stato Maggiore della Regia Maria ammiraglio Raffaele De Courten, la questione venne rapidamente chiusa con l'incorporo a tutti gli effetti, il 29 settembre 1943, della nave soccorso nel Sea Transport Service della Royal Navy, come pattugliatore ausiliario H.M. Auxiliary Laurana.
Il 5 gennaio 1944 la piccola unità entrò accidentalmente in collisione con il dragamine HMS Sharpshooter. Le due navi riportarono alcuni danni.
Terminata la guerra, nel 1945, gli inglesi rifiutarono di restituire la Laurana all'Italia. Nel marzo 1946 la nave era ancora in servizio per la Royal Navy, che il 5 luglio dello stesso anno la vendette alla Malta Steam Shipping Company. Nei due anni successivi la nave venne impiegata per i collegamenti tra Malta e Siracusa.
Nel 1948 la nave venne ceduta all'armatore greco Giannis Latsis, la cui compagnia aveva sede al Pireo. Latsis fu tra i primi armatori ad avviare collegamenti regolari per residenti e turisti nelle isole greche: la Laurana, in particolare, collegava le isole di Egina, Methana, Poros, Idra e Spetses, nel Golfo Saronico.
Nel 1950 la Laurana venne ribattezzata Neraïda (in greco Νεράϊδα, fata) e quattro anni più tardi venne rimotorizzata con due motori diesel MAN della potenza di 1560 CV (probabilmente nello stesso periodo venne anche rifatto il ponte di coperta).
La piccola motonave proseguì il suo servizio nel Golfo Saronico sino al 1970 circa, quando venne sottoposta a leggere modifiche e quindi impiegata per crociere giornaliere ad Egina, Poros ed Idra. Nel 1976, mentre Latsis diveniva proprietario di una grossa flotta di petroliere e costruttore di infrastrutture, porti e raffinerie nel Medio Oriente, la Neraïda venne ritirata dal servizio e quindi inviata in Arabia Saudita, dove divenne un ufficio ed albergo galleggiante per gli ingegneri ed i dirigenti di Latsis nel Paese arabo.
Tornata in Grecia nel marzo 1978 e posta in disarmo, la motonave venne ormeggiata nei pressi della raffineria «Petrola» di Eleusina, di proprietà della famiglia Latsis, e sei anni più tardi venne registrata come appartenente alla Bilinder Marine Corp S.A., anch'essa dei Latsis. Verso la metà degli anni '90 l'unità venne cancellata dal Lloyd's Register (ma la radiazione ufficiale, su richiesta dell'armatore, è avvenuta solo nel maggio 2009).
Portata temporaneamente in secco nel 2004, la Neraïda è stata sottoposta ad un'ispezione dello scafo nei cantieri di Eleusina nel 2006. Caricata sulla nave tedesca per carichi eccezionali Maria, la motonave è giunta a Sebenico l'11 settembre 2007 e l'indomani portata nei cantieri NCP Remontno Brodogradilište Šibenik per lavori – protrattisi sino all'aprile 2010 – di ricostruzione dello scafo e trasformazione in nave museo, con una mostra permanente sulla vita privata e carriera di Giannis Latsis, deceduto nel 2003 all'età di 93 anni. Durante tali lavori, nel 2009, la Neraïda è stata rimotorizzata con due motori diesel Caterpillar C 32, ciascuno della potenza di 820 kW.
Ultimati i lavori, la nave, il 29 aprile 2010, ha attraversato l'Istmo di Corinto ed è tornata ad ormeggiarsi nel Golfo Saronico.